# Kalisz (gmina wiejska)
Kalisz – dawna gmina wiejska istniejąca w latach do końca 1935 roku w woj. łódzkim. Była położona na zachód od Kalisza. Siedzibą władz gminy był Kalisz, który stanowił odrębną gminę miejską.
W okresie międzywojennym gmina Kalisz należała do powiatu kaliskiego w woj. łódzkim.
11 kwietnia 1934 od gminy Kalisz odłączono połacie o powierzchni 595 ha (m.in. Ogrody, Rypinek, Stare Miasto i Zawodzie), włączając je do miasta Kalisza.
1 stycznia 1936 roku gmina została zniesiona, a z jej obszaru (oraz z obszaru zniesionych gmin Tyniec i Żydów) utworzono nową gminę Podgrodzie Kaliskie.